# 別離 (1974年の映画)
『別離』（原題：Ash Wednesday）は、1974年公開のアメリカ映画。エリザベス・テイラー主演。
互いに歳を重ねて夫との間が冷えきった妻が、夫の愛を取り戻すために全身若返りの整形をするというもの。人妻をたらし込もうとするスキーのインストラクター役に、ハリウッド初出演のヘルムート・バーガーが演じた。

## キャスト
※括弧内は日本語吹替（テレビ版）
- バーバラ・ソーヤー：エリザベス・テイラー（武藤礼子）
- マーク・ソーヤー：ヘンリー・フォンダ（羽佐間道夫）
- エリック：ヘルムート・バーガー
- デヴィッド：キース・バクスター
- ケイト：マーガレット・ブライ

## スタッフ
- 監督：ラリー・ピアース
- 製作：ドミニク・ダン
- 脚本：ジャン＝クロード・トレモント
- 撮影：エンニオ・グァルニエリ
- 音楽：モーリス・ジャール
- メイクアップ：ジャンネット・デ・ロッシ、アルベルト・デ・ロッシ
- 衣装デザイン：イーディス・ヘッド